# Grigori Alexandrovitch Stroganov
Le comte Grigori Alexandrovitch Stroganov, (en alphabet cyrillique : граф Григорий Александрович Строганов, né le 16 septembre 1770 à Saint-Pétersbourg, décédé le 7 janvier 1857 à Saint-Pétersbourg, est un aristocrate russe qui fut titré comte d'Empire le 22 août 1826. Chambellan, diplomate et conseiller privé, ce fut l'un des hommes les plus cultivés de son époque et un mécène fameux.

## Famille
Fils du baron Alexandre Nikolaïevitch Stroganov (1740-1789) et de son épouse Elizaveta Alexandrovna Zagriajskaïa (1745-1831).
Le 16 février 1791, il épousa la princesse Anna Sergueïevna Troubetskaïa (1765-1824).
Huit enfants naquirent de cette union :
- Nikolaï Grigorieivitch Stroganov : (1794-1824).
- Sergueï Grigorievitch Stroganov : (1794-1882).
- Alexandre Grigorievitch Stroganov : (1795-1891)
- Alexeï Grigorievitch Stroganov :(1797-1831), conseiller privé, chambellan.
- Ielena Grigorievna Stroganova : (1800-1832), elle épousa Ivan Dmitrievitch Tchertkov (1796-1865).
- Valentin Grigorievitch Stroganov : (1801-1833), capitaine.
- Polina Grigorievna Stroganova : (décédée en bas âge).
- Grigori Grigorievitch Stroganov : (décédé en bas âge).

Veuf, Grigori Alexandrovitch Stroganov épousa en 1827 Marie-Louise Caroline Juliana Sophie Hohenhausen-Gravenburg, divorcée de José Maria Aires, comte d'Ega (1811).
De cette union naquit une fille illégitime :
- Idalia Grigorievna Stroganova (entre 1807 et 1810-1890), elle épousa le major-général Alexandre Mikhaïlovitch Poletika (1800-1858). Selon certaines sources, elle joua un rôle déterminant dans le duel qui opposa le baron d'Anthès à Alexandre Pouchkine. Elle était surnommée dans la haute société pétersbourgeoise Madame Intrigue[1],[2].

## Biographie
Séduite par le charmant baron Grigori Alexandrovitch Stroganov, Élisabeth Vigée Le Brun écrit : « J'ai rarement rencontré un homme aussi aimable et d'un tel entrain, faisant les délices de la bonne société par ses soupers, ses spectacles et ses fêtes ! »

### Jeunesse
Son père lui donne une éducation soignée à demeure et lui choisit pour précepteur le futur député de la Convention nationale, Charles-Gilbert Romme. Le jeune Grigori Alexandrovitch se rend à l'étranger en 1787, accompagné de son cousin, Pavel Alexandrovitch et de son précepteur, pour achever son éducation par le Grand Tour traditionnel au sein de l'aristocratie européenne. En 1786, il commence ses études à l'université de Genève, où il étudie la chimie, la physique, l'astronomie et fait également quelques excursions dans les Alpes. Au début de l'année 1789, il s'installe à Paris, mais en avril 1789, il est informé du décès de son père et doit hâter son retour en Russie].
Paul Ier le nomme chambellan et il entre au Collège des Mines.

### Carrière diplomatique

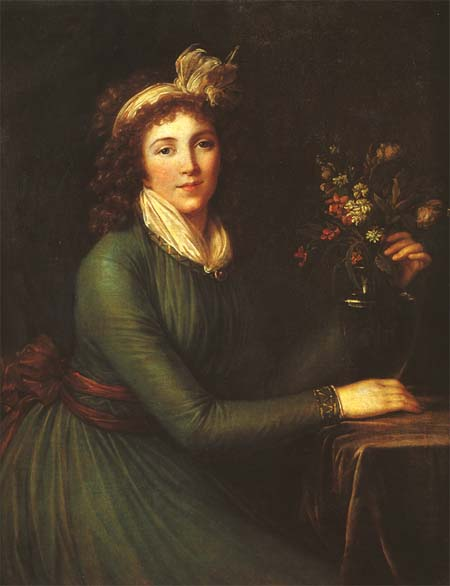
La première épouse du comte Stroganov, née Troubetskaïa, œuvre d'Élisabeth Vigée Le Brun

En 1804, Alexandre Ier lui confie le poste d'ambassadeur auprès de la cour d'Espagne. Il y remplit les fonctions d'envoyé extraordinaire et d'ambassadeur de 1805 à 1810. Devant l'avancée des troupes napoléoniennes en Espagne, le baron quitte Madrid sans l'autorisation de l'empereur. Cette initiative n'est pas appréciée par Alexandre Ier et le comte se disculpe en expliquant que, nommé ambassadeur de l'Empire russe auprès de Charles IV d'Espagne, il ne pouvait en aucun cas occuper ces mêmes fonctions dans un pays occupé par Joseph Bonaparte.
En septembre 1812, il occupe le poste d'envoyé extraordinaire, plénipotentiaire et ambassadeur en Suède.
Il dirige en 1816 une mission diplomatique à Constantinople. En juillet 1821, après le soulèvement des Grecs, il apporte son soutien aux patriotes grecs et défend les  orthodoxes grecs, mais à l'été 1821, les Turcs imposent un embargo sur les marchandises transportées par des navires battant pavillon russe. C'est ainsi que le 16 juin 1821 le baron Stroganov lance un ultimatum aux Turcs demandant l’évacuation des principautés danubiennes et la fin des massacres en Grèce. Aucune réponse ne parvient. Alexandre Ier cesse toutes relations avec l'Empire ottoman. En août 1821, Stroganov quitte la Sublime Porte avec le reste de la mission diplomatique russe.

### De retour en Russie

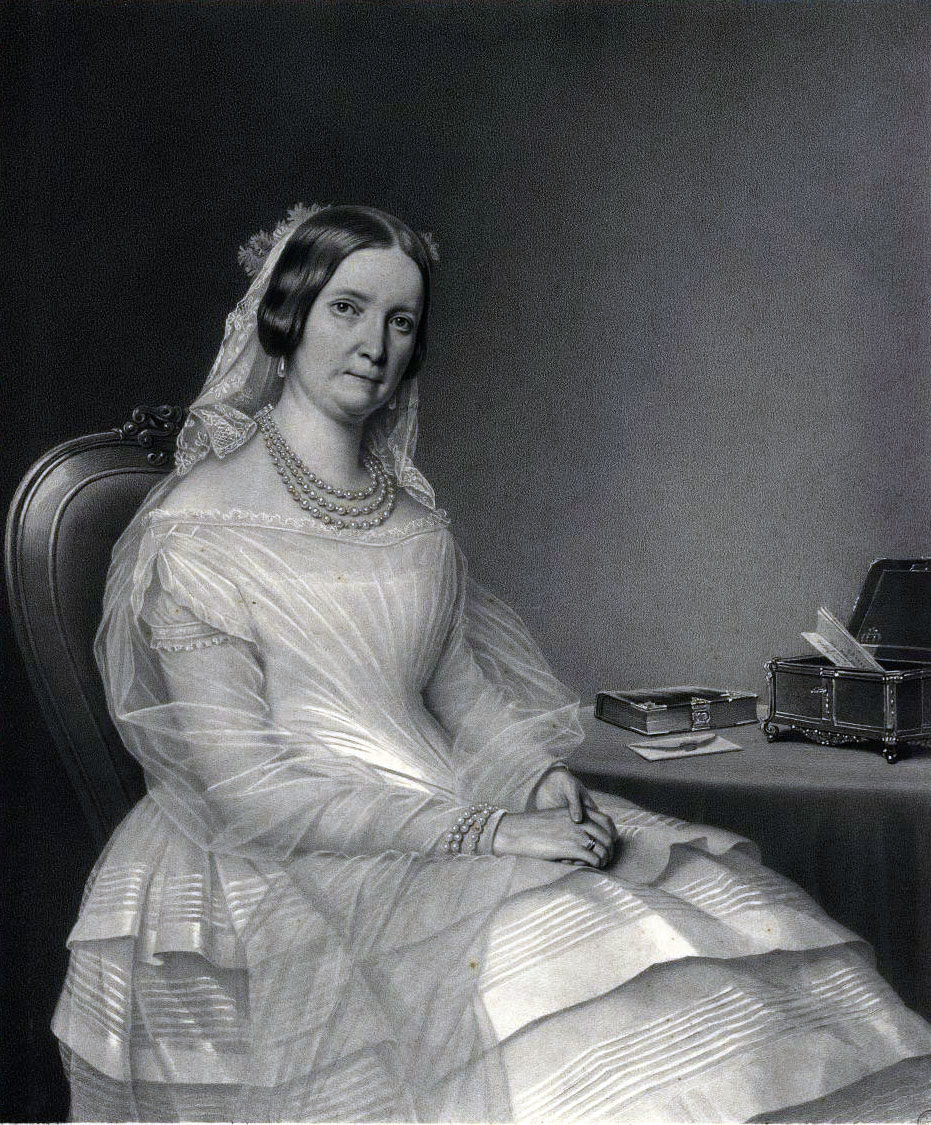
Marie-Louise Caroline Juliana Sophie Hohenhausen-Gravenburg, seconde épouse du comte Grigori Alexandrovitch Stroganov (1845), lithographie

De 1822 à 1826, Grigori Alexandrovitch Stroganov fait de nombreux séjours à l'étranger. En 1826, il est désigné pour siéger à la Haute Cour criminelle chargée de juger les décembristes. Il est titré comte d'Empire le 22 août 1826. En 1827, Nicolas Ier le nomme en plus conseiller d'État. Il représente officiellement l'empereur en 1838 au couronnement de la reine Victoria.
Le comte est nommé tuteur légal de Natalia Nikolaïevna Gontcharova sa cousine et nièce et de ses enfants nés de son union avec l'écrivain Pouchkine. Le comte persuade le métropolite Séraphin d'autoriser les funérailles chrétiennes du poète, ce qui, normalement était interdit, pusiqu'il était mort en duel ce qui équivalait à un suicide. Le comte s'investit beaucoup dans la gestion des finances de la famille Pouchkine et la diffusion des œuvres littéraires du poète disparu.
Les dernières années de sa vie, le comte séjourne beaucoup à l'étranger, une maladie des yeux le contraignant à consulter à maintes reprises des ophtalmologistes réputés. Quelques années plus tard, il est atteint de cécité.
Une partie de son immense bibliothèque se trouve aujourd'hui à la bibliothèque de l'université de Tomsk.

## Décès et inhumation
Le comte Grigori Alexandrovitch Stroganov meurt le 7 janvier 1857 à Saint-Pétersbourg. Il est inhumé au cimetière Saint-Lazare du monastère Saint-Alexandre-Nevski à Saint-Pétersbourg.

## Les enfants du comte Grigori Alexandrovitch Stroganov

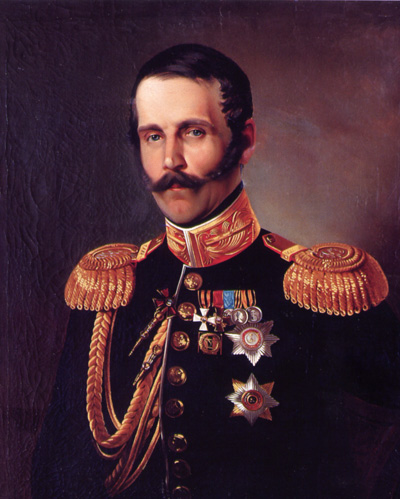
Portrait du comte Sergueï Grigorievitch Stroganov (1805), œuvre de Jean-Laurent Mosnier
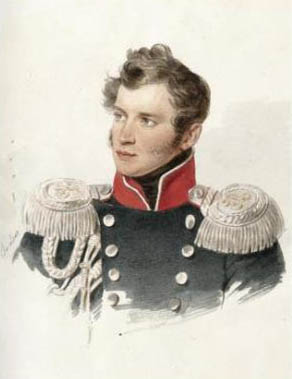
Portrait du comte Alexandre Grigorievitch Stroganov (1825), œuvre de Piotr Fiodorovitch Sokolov
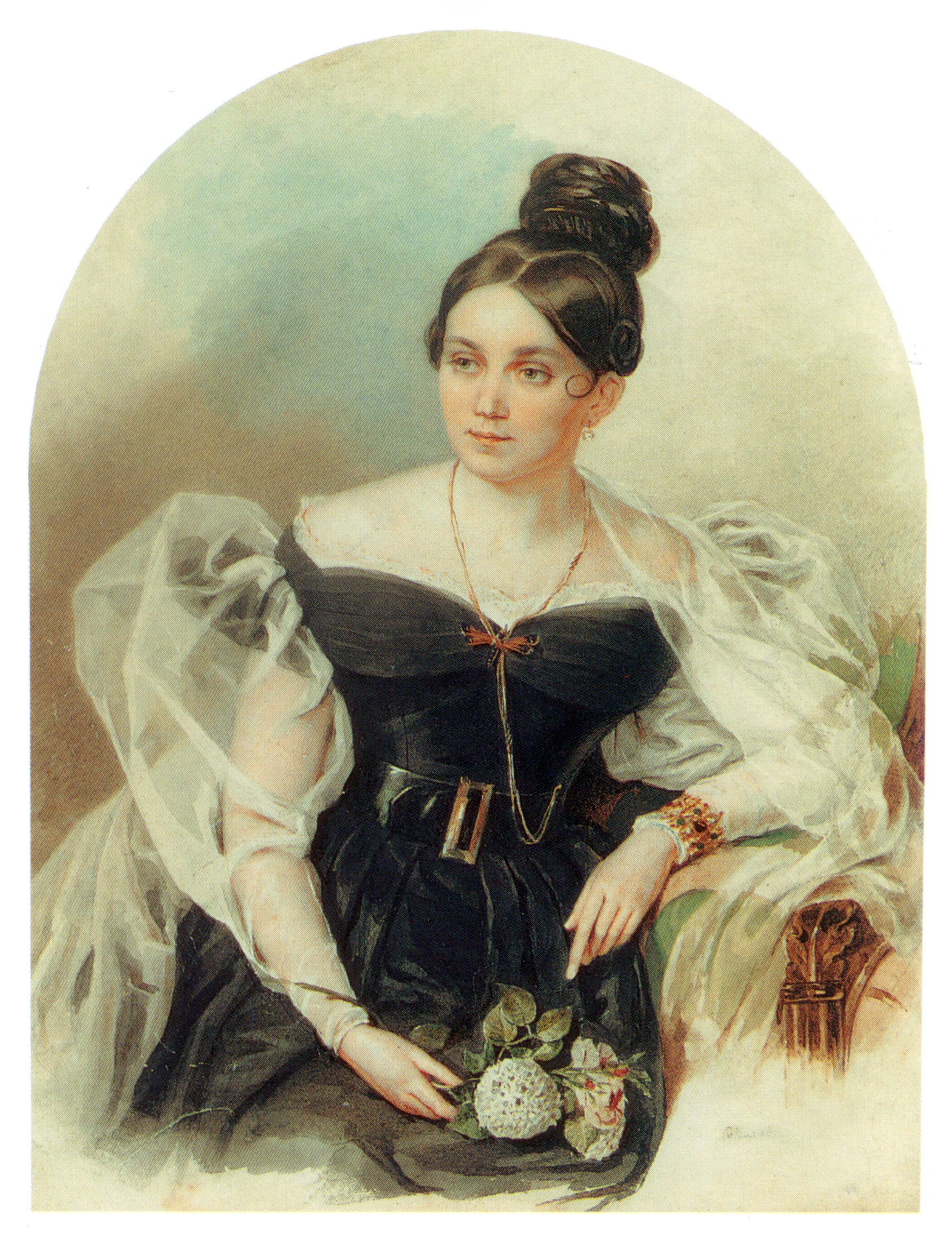
Portrait de Elena Grigorievna Stroganova (1831-1832), œuvre de Piotr Fiodorovitch Sokolov
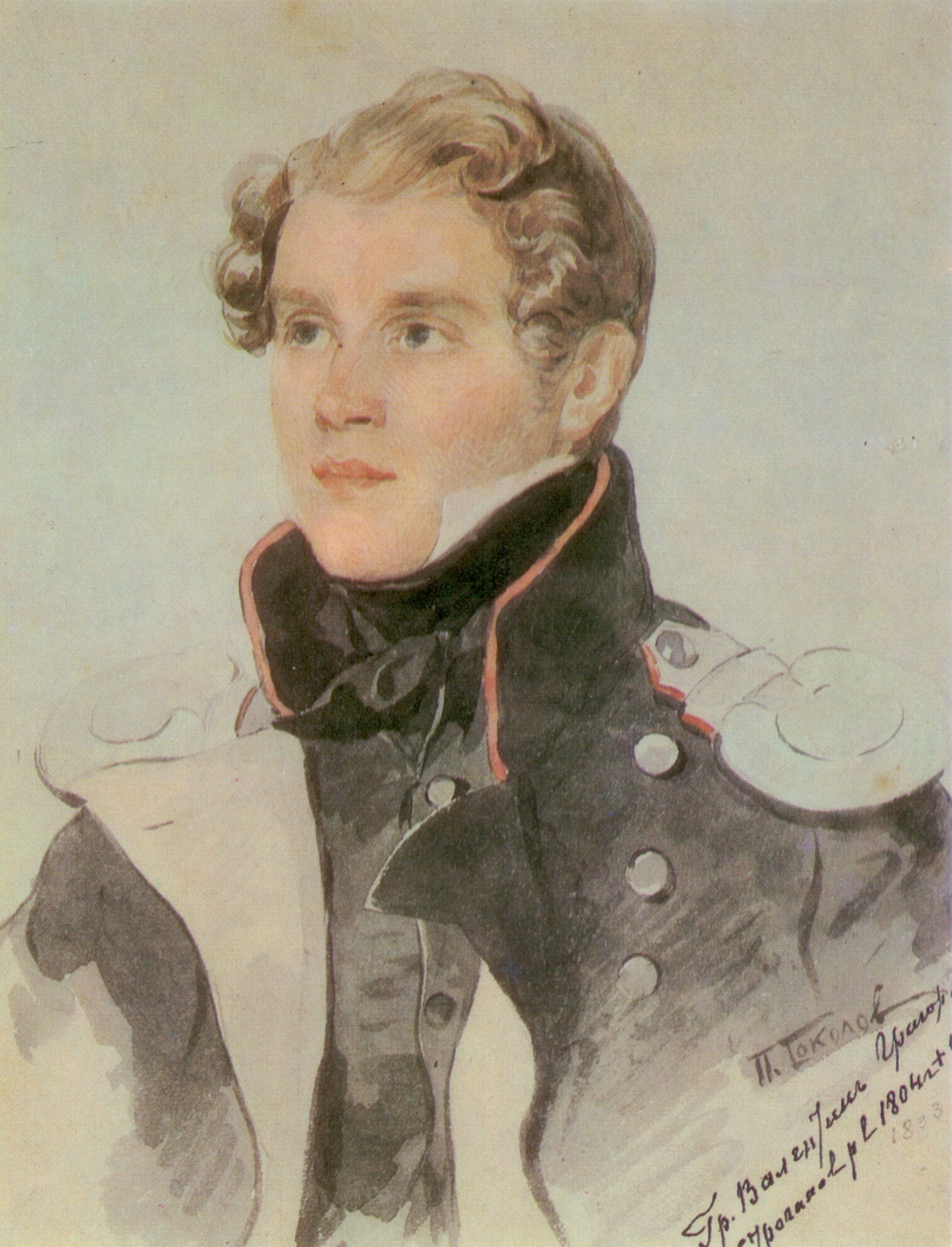
Portrait du comte Valentin Grigorievitch Stroganov (avant 1833), œuvre de Piotr Fiodorovitch Sokolov
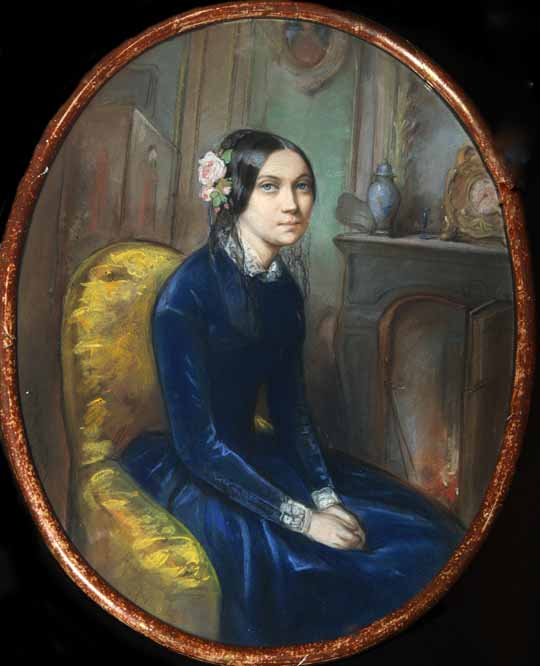
Portrait d'Idalia Grigorievna Stroganova (1848), dessin d'Émile François.